# Mésorégion d'Assis
La région d'Assis est l'une des 15 mésorégions de l'État de São Paulo. Elle regroupe 35 municipalités groupées en 2 microrégions.

## Données
La région compte 567 858 habitants pour 9 455 km2.

## Microrégions[1]
La mésorégion d'Assis est subdivisée en 2 microrégions :
- Assis ;
- Ourinhos.